# Hobby & Work
Hobby & Work Publishing S.r.l. è stata una casa editrice italiana che aveva sede amministrativa a Bresso e sede sociale a Cinisello Balsamo, Milano, con direttore generale Giampietro Zanga. Società per azioni, era specializzata in collezionismo attraverso pubblicazioni settimanali o quindicinali destinate ad appassionati, che venivano distribuite sia in edicola che in abbonamento postale.
Già posta in liquidazione nel 2003 e poi salvatasi, ha cessato di esistere come entità autonoma nel 2014; il marchio è stato poi rilevato dalla Tema Promotional di Arcore, che come S.r.l. l'ha reimpiegato per la sua divisione part work su opere a volume e a fascicoli collezionabili.